# Marcia Barrett
Marcia Barrett, född 14 oktober 1948 i Saint Catherine, Jamaica, är en jamaicansk sångerska, främst känd som en av originalmedlemmarna i den västtyska popgruppen Boney M. 1975–1990. Efter splittringen av gruppen har Barrett, liksom de övriga i bandet, uppträtt världen över med egna versioner av Boney M.
Barrett har under perioder i livet drabbats av cancer vid återkommande tillfällen – senast år 2009.